# Brachyistius
Genre
Brachyistius est un genre de poissons téléostéens (Teleostei) de la famille des Embiotocidae.

## Liste des espèces
Selon FishBase (4 février 2016) et World Register of Marine Species (4 février 2016) :
- Brachyistius aletes Tarp, 1952
- Brachyistius frenatus Gill, 1862